# Senatore (nobile)
Senatore (fl. VIII secolo) è stato un nobile longobardo della Pavia longobarda dell'VIII secolo, noto soprattutto per la fondazione (27 novembre 714) del monastero femminile pavese di Santa Maria e Sant'Aureliano (conosciuto come "monastero del Senatore") e per l'attribuitagli "lastra di Senatore" (una grande lastra tombale in marmo cipollino della Val di Susa, considerata tra le migliori testimonianze scultoree dell’VIII secolo, oggi conservata presso la Sala Longobarda dei Musei Civici di Pavia).
A Pavia gli è stato intestato il "Vicolo del Senatore", tra "Corso Cavour" e "Via Parodi".

## Biografia

### La pergamena della fondazione del monastero
Conosciamo Senatore dal testo della donazione, forse apocrifa, di parte della propria abitazione alla Chiesa, affinché diventasse ufficialmente un monastero per le già monacate Liceria (sorella) e Sinelinda (figlia). Tale pergamena è una delle 70.000 giunteci dalle congregazioni lombarde soppresse da Napoleone.
Si tratta, però, di una fonte controversa (una carta ricordata dal Maffei, e data in dono dal Mascheroni al Lupi; da taluni, tra i quali il Luppi, creduto una copia, ed altri l'ebbero in sospetto di suppositizio per essere scritto in carattere minuscolo romano, e per l'eleganza dello stile [...] malgrado l'autorità di un Mabillone e di un Maffei, che lo riconobbero per sincero [...] il Muratori, che pubblicò varie delle pergamene di quel monastero, si era pur proposto di pubblicare anche questo documento, ma non lo fece).

### Ricostruzione della vita, stando alla pergamena
Si deduce che Senatore fosse di origine romana dal nome del padre, Albino; secondo il Troya, invece, era piuttosto un longobardo convertitosi al Cristianesimo. Già esistevano all'epoca dei "Senatore" santi romani  (il San Senatore delle catacombe presso Albano Laziale e l'arcivescovo di Milano, san Senatore ‒ il quale a Pavia era noto dagli scritti di Ennodio e al quale, secondo il Troya, Senatore deve il nome).
Senatore sposò la longobarda Teodolinda, dalla quale ebbe Sinelinda. Non si hanno notizie di ulteriori eredi. Stando al Troya, Sinelinda e la zia Liceria presero i voti e, per provvedere a loro, Senatore e Teodolinda donarono tutto l'aver loro a quel Monastero, dicendo che le proprie sostanze venivano dalla successione de' parenti e dal dono de' Re, cioè i poderi coltivati dai servi.
Pare che il matrimonio abbia consentito a Senatore di appartenere alla nobiltà o di essere comunque un "guargango", cioè un protetto del Re con limitazioni giuridiche. La prima possibilità è confermata dalla possessione di gasindii, cioè di una guardia del corpo (aveva, però, anche dei liberti, secondo la tradizione romana). La seconda, tuttavia, è più plausibile: nel testo della donazione, infatti, Senatore "non può scrivere" (perché non possiamo scrivere, l'abbiamo convalidata col segno della Santa Croce di nostra propria mano), cioè non ha il diritto di farlo, mentre invece Teodolinda "sottoscrive colla propria mano" ‒ dunque, almeno lei, doveva necessariamente essere nobile. La nobiltà di Teodolinda e il favore di Senatore presso Liutprando sarebbero provate dai membri della sua corte scelti come testimoni (tra questi, il preside degli scarii, cioè di un ufficio di regia presidenza ... sotto la cui vigilanza poteva essere posta la corporazione che erigevano).

### La "lastra del Senatore"
La lastra fu rinvenuta a metà XIX secolo a Villareggio, presso Zeccone (non lontano da Pavia): era stata capovolta e riutilizzata per la pavimentazione di un cascinale. Finemente contornata, riporta inciso al centro "B.M." ("Bonae Memoriae" o "Bene Merenti") ed un complesso monogramma che gli studiosi sono concordi ad interpretare "Senatore"; certi studiosi, poi, ne concludono che debba trattarsi del sigillo tombale del Senatore del monastero, altri, invece, che la lastra fosse per il filosofo "senatore" Severino Boezio, fatto condannare e dannare da Teodorico circa duecento anni prima della morte di Senatore.